# Ctenosciara rufulenta
Ctenosciara rufulenta är en tvåvingeart som först beskrevs av Edwards 1927.  Ctenosciara rufulenta ingår i släktet Ctenosciara och familjen sorgmyggor. Inga underarter finns listade i Catalogue of Life.